# Friedrich Graf von der Schulenburg

Friedrich Graf von der Schulenburg

Friedrich Bernhard Karl Gustav Ulrich Erich Graf von der Schulenburg (* 21. November 1865 in Bobitz; † 19. Mai 1939 in St. Blasien) war ein deutscher General der Kavallerie sowie Politiker (DNVP/NSDAP) und SS-Obergruppenführer.

## Leben
Friedrich von der Schulenburg entstammte dem Adelsgeschlecht Schulenburg. Er war der zweitälteste Sohn von Werner Graf von der Schulenburg (1832–1880) und seiner Ehefrau Mary, geborene Freiin von Maltzahn (1843–1900). Schulenburg erbte später die Güter Bobitz, Groß Krankow, Köchelstorf und Tressow, insgesamt rund 2.500 Hektar Land, in Mecklenburg.
Er besuchte das Evangelisch Stiftische Gymnasium Gütersloh, wo er 1886 auch die Reifeprüfung ablegte. Anschließend studierte er zunächst einige Semester an der Universität Heidelberg, wo er 1887 Mitglied des Corps Saxo-Borussia Heidelberg wurde. 1888 trat er in das 2. Garde-Ulanen-Regiment in Berlin ein und wurde 1889 zum Leutnant ernannt. Was zu diesem verhältnismäßig schleppenden Weg (mit 21 Abitur, Studium ohne Abschluss, Eintritt mit 23 in das Militär) führte, lässt sich nicht genau sagen, eventuell lag dies an der Natur des jungen Grafen: Er erbte mit 15 Jahren den großen Landbesitz seines Bruders, der Eintritt ins Heer soll auch mehr dem „Geist der Zeit“ geschuldet gewesen sein und seine Kameraden schilderten ihn als übermütigen, lebenslustigen und zu Streichen auferlegten Leutnant, erst später sei er ein fleißiger, strenger und pflichtbewusster Offizier geworden.
1890 in das Regiment der Gardes du Corps versetzt, wurde er 1894 Regimentsadjutant und 1897 Flügeladjutant des Herzogs Johann Albrecht von Mecklenburg-Schwerin. Er galt bald als gewissenhafter und äußerst befähigter Offizier, obgleich er privat seine Arbeit häufig als „Diensthölle“ oder „Gefängnis“ titulierte. Doch zahlte sich sein Fleiß aus. Obgleich er nie die Kriegsakademie besucht hatte, was eigentlich als Voraussetzung für den Generalstabsdienst galt, wurde er 1899 zum Großen Generalstab in Berlin kommandiert und frühzeitig 1900 zum Rittmeister befördert. Schließlich diente er 1902 bis 1906 als Militärattaché an der Deutschen Botschaft in London, wobei er die Aufrüstung der Deutschen Flotte kritisierte, da diese zum Konflikt mit England führen würde. Zurück in Deutschland folgten Positionen im Truppen- und im Generalstabsdienst. 1906–1907 war er Chef einer Eskadron im 1. Garde-Dragoner Regiment. 1907 zum Major befördert, kehrte er in den Großen Generalstab zurück, 1909–1911 war er Erster Generalstabsoffizier der 13. Division, danach in selbiger Position im Generalstab des Gardekorps. Im Jahre 1912 wurde Schulenburg Kommandeur des Regiments der Gardes du Corps, ein Jahr später Oberstleutnant. Gleichzeitig ernannte ihn Kaiser Wilhelm II. zu seinem Flügeladjutanten. In dieser Zeit setzte sich Schulenburg für ein Entgegenkommen gegenüber den Forderungen der SPD ein, da diese einen großen Teil des Volkes hinter sich vereinte.
Als Chef des Generalstabes des Gardekorps rückte er 1914 ins Feld. 1915 wurde er zum Obersten befördert und am 28. August 1916 zum Chef des Generalstabes der 6. Armee ernannt. Der Oberst war zunächst für den Plan Falkenhayns in der Schlacht um Verdun, als dessen Strategie jedoch scheiterte, machte er sich für den Abbruch stark, um die Deutschen Soldaten nicht sinnlos zu opfern. Er sah von diesem Zeitpunkt den Krieg als verloren an. Im November 1916 wurde Schulenburg Generalstabschef der Heeresgruppe Deutscher Kronprinz, welche von Februar 1917 an im schwersten Abwehrkampf an der Aisne und in der Champagne stand. Diese Einheit stand unter dem Befehl des Kronprinz Wilhelm von Preußen, welcher jedoch ein militärischer Laie war, weswegen Oberst von der Schulenburg faktisch die Führung innehatte. Nachdem im April 1917 ein großangelegter französischer Durchbruchversuch unter General Nivelle zurückgeschlagen worden war, vertrat Schulenburg gemeinsam mit Kronprinz Wilhelm die Auffassung, dass dieser Teilerfolg politisch genutzt werden müsse, um „den Krieg unter allen Umständen, wenn auch mit Opfern zu Ende zu bringen“. Er zog einen Verzicht auf das Reichsland Elsaß-Lothringen in Erwägung und hielt „einen weisen und weitsichtigen Frieden mit Rußland“ ohne Annexionen und Reparationen für notwendig. Er hielt es für ausgeschlossen, dass Deutschland noch die Kraft habe, einen Siegfrieden zu erkämpfen.
Ab Juni 1918 war von der Schulenburg Generalmajor. Am 8./9. November 1918 plädierte er im Großen Hauptquartier in Spa erfolglos gegen die Abdankung Kaiser Wilhelms und für einen Einsatz des Militärs gegen die Novemberrevolution. Nachdem der Kaiser und der Kronprinz ins Exil gegangen waren, führte Generalmajor von der Schulenburg die Heeresgruppe nach Deutschland zurück. Nach Ende des Krieges wurde Schulenburg am 28. Dezember 1918 zu den Offizieren von der Armee versetzt, kurzzeitig führte er noch die 1. Garde-Kavallerie-Brigade, dann aber verließ er die Armee, da er nicht Soldat der Republik sein wollte. Am 29. März 1920 wurde er offiziell als Generalmajor aus dem aktiven Dienst entlassen und zog sich auf seinen Landbesitz in Mecklenburg zurück. Auch finanziell traf ihn die Niederlage, neben seinen Gütern besaß er vor dem Krieg ein Konto mit 900.000 Goldmark in London, welches enteignet wurde. Über die politischen und wirtschaftlichen Niederlagen verbittert, lebte er nun einige Jahre in Mecklenburg, erhielt aber hin und wieder Besuch von ehemaligen Mitgliedern des Generalstabes der Heeresgruppe, so Ludwig Beck oder Joachim von Stülpnagel.
Im Dezember 1924 wurde Schulenburg als Abgeordneter der Deutschnationalen Volkspartei in den Reichstag gewählt, dem er knapp dreieinhalb Jahre für diese Wahlperiode angehörte. In dieser Zeit pflegte er freundschaftlichen Kontakt mit Ex-Kronprinz Wilhelm von Preußen, wobei auch politische Fragen erörtert wurden. Friedrich Graf von der Schulenburg schwenkte Anfang der 30er Jahre von den Deutschnationalen zu den Nationalsozialisten um. Im Dezember 1931 trat Schulenburg der NSDAP (Mitgliedsnummer 852.947) bei und war nach der Machtergreifung bis zum Tode Reichstagsabgeordneter für die NSDAP. In Hitler sah er zu Beginn eine Art „Ersatzkaiser“, wobei diese Zustimmung bald in Ablehnung umschwenken sollte, 1937 warnte er seine Kinder vor dem Führer und dessen Partei. Dennoch hatte er zur Zeit des Dritten Reiches unterschiedliche Ämter inne, so wurde er 1933 Teil der SA und arbeitete eng mit Ernst Röhm zusammen, wobei er dessen Sachverständiger für das Militär wurde, um gemeinsam mit den Führungskräften der Reichswehr eine Basis für den Aufbau der Wehrmacht zu schaffen. In diesem Sinne wollte Schulenburg auch seine Kontakte nutzen, um zwischen Militär und Politik zu vermitteln. Während der Röhm-Affäre überlebte er als SA-Oberführer und Angehöriger des Stabes von Ernst Röhm die Morde an SA-Führungskräften. Er wechselte danach von der SA in die SS (SS-Nummer 162.240), im März 1936 wurde er gleich zweimal in der SS befördert und zwar zum Brigadeführer und zum Gruppenführer. Diese Beförderungen waren jedoch mehr als Ehrenränge zu verstehen, machtpolitisch hatte er in der SS keinen Einfluss. Wenige Monate vor seinem Tod wurde er noch zum SS-Obergruppenführer befördert.
Am 1. April 1938 wurde ihm anlässlich der 50-jährigen Wiederkehr seines Diensteintritts in die Armee der Charakter eines Generals der Kavallerie verliehen. Der 73-Jährige war nach der Blomberg-Fritsch-Krise sogar als Nachfolger des Generaloberst Fritsch im Gespräch. Schulenburg war zudem als Militärattaché unter anderem in London und Moskau tätig.
Er starb im 74. Lebensjahr. Auf seinem Begräbnis war Adolf Hitler persönlich anwesend und kondolierte unter anderem dem Sohn und späteren Widerstandskämpfer Fritz-Dietlof.

## Familie
Am 21. Juli 1897 heiratete er in Muskau Freda-Marie Gräfin von Arnim (1873–1939). Aus dieser Ehe gingen folgende Kinder hervor:
- Albrecht (1898–1944), Gutsbesitzer, Rittmeister, ⚭ 1933 Angela Freiin von Schönberg (* 1906)
- Wolf-Werner (1899–1944), SA-Brigadeführer, Verwaltungsjurist, Oberstleutnant der Reserve und Kommandeur des Fallschirmjägerregiments 13, ⚭ 1929 Gisella Freiin von Stralenheim (1902–1986)
- Adolf-Heinrich (1901–1940), SA-Obersturmführer, ⚭ 1923 Jutta Freiin von Barnekow (* 1903)
- Fritz-Dietlof (1902–1944), Vizeoberpräsident der preußischen Provinz Schlesien, Leutnant der Reserve, Widerstandskämpfer des 20. Juli 1944, ⚭ 1933 Charlotte Kotelmann (1909–1991)
- Elisabeth (Tisa) (1903–2001), Künstlerin und Ordensschwester

⚭ 1928 Fritz Heß († 1976), Scheidung 1938
⚭ 1939 Carl Ulrich von Barner (1899–1978), Scheidung 1946
- Wilhelm (1904–1936)

## Auszeichnungen
- Kronen-Orden III. Klasse[18]
- Ehrenritter des Johanniterordens[18]
- Preußisches Dienstauszeichnungskreuz[18]
- Bayerischer Militärverdienstorden III. Klasse[18]
- Ritterkreuz II. Klasse des Ordens Heinrichs des Löwen[18]
- Ritterkreuz des Ordens der Wendischen Krone[18]
- Ritterkreuz des Greifenordens[18]
- Ehrenritterkreuz II. Klasse des Oldenburgischen Haus- und Verdienstordens des Herzogs Peter Friedrich Ludwig mit silberner Krone[18]
- Ritterkreuz I. Klasse des Albrechts-Ordens[18]
- Ritterkreuz II. Klasse des Hausordens vom Weißen Falken[18]
- Komtur I. Klasse des Herzoglich Sachsen-Ernestinischen Hausordens[18]
- Komtur des Ordens Leopolds II.[18]
- Ritterkreuz des Dannebrogordens[18]
- Offizier der Ehrenlegion[18]
- Kommandeur des Erlöser-Ordens[18]
- Komtur des Royal Victorian Order[18]
- Offizier des Ordens der Heiligen Mauritius und Lazarus[18]
- Ritter des Ordens der Krone von Rumänien[18]
- Komtur II. Klasse des Schwertordens[18]
- Offizier des Ordens vom Weißen Elefanten[18]
- Eisernes Kreuz (1914) II. und I. Klasse
- Pour le Mérite mit Eichenlaub
  - Pour le Mérite am 24. Juli 1917
  - Eichenlaub am 23. März 1918
- Königlicher Hausorden von Hohenzollern
  - Ritterkreuz mit Schwertern am 5. Juni 1915
  - Komturkreuz mit Schwertern im Jahre 1917
- Roter Adlerorden II. Klasse mit Schwertern, Eichenlaub und Krone
- Goldenes Parteiabzeichen der NSDAP am 1. April 1938[19]